# FIVB World Tour 2009 der Männer
Die FIVB World Tour 2009 der Männer bestand aus vier Grand Slams und neun Open. Hinzu kam die Weltmeisterschaft in Stavanger in Norwegen.

## Turniere

### Brasilia Open (21. bis 26. April)
| Platz | Team                                 |
| ----- | ------------------------------------ |
| 1     | Ricardo Santos / Emanuel Rego        |
| 2     | Harley Marques / Alison Cerutti      |
| 3     | Fábio Luiz Magalhães / Márcio Araújo |
| 4     | Todd Rogers / Phil Dalhausser        |
| 5     | Igor Kolodinski / Dmitri Barsuk      |
| 5     | Christoph Dieckmann / Kay Matysik    |
| 7     | Reinder Nummerdor / Richard Schuil   |
| 7     | Bernardo Romano / Rodrigo Monteiro   |

Zum ersten Mal seit 2004 startete die Tour wieder in Brasilien, diesmal in der Hauptstadt. Während die Österreicher Hupfer/Schroffenegger in der Qualifikation scheiterten, konnten sich Dollinger/Kaczmarek durchsetzen und belegten mit einem Sieg im Hauptfeld den siebzehnten Rang wie auch Gosch/Horst aus Österreich. Huth/Urbatzka blieben ebenso sieglos wie die Schweizer M. Lacia/Schnider. Deren Landsmänner Sascha Heyer und Patrick Heuscher gewannen zwei Mal und wurden Dreizehnte. Drei Siege gelangen Christoph Dieckmann und Kay Matysik in den ersten Runden. Nach zwei Niederlagen gegen Rogers/Dalhausser und Ricardo/Emanuel erreichten die beiden Deutschen im Gesamtklassement den fünften Platz. Die Amerikaner verloren ihr Halbfinale gegen Pedro/Alison und anschließend auch das Spiel um den dritten Platz gegen Fábio Luiz/Márcio Araújo, die im anderen Semifinale unterlegen waren. Im rein brasilianischen Endspiel setzten sich die ehemaligen Weltmeister Ricardo und Emanuel durch.

### Shanghai Open (29. April bis 3. Mai)
| Platz | Team                               |
| ----- | ---------------------------------- |
| 1     | Harley Marques / Alison Cerutti    |
| 2     | Pedro Solberg / Pedro Cunha        |
| 3     | Julius Brink / Jonas Reckermann    |
| 4     | Rivo Vesik / Kristjan Kais         |
| 5     | Xu Linyin / Li Jialu               |
| 5     | Benjamin Insfran / Hevaldo Moreira |
| 7     | Igor Kolodinski / Dmitri Barsuk    |
| 7     | Michal Biza / Pavel Rotrekl        |

In der Qualifikation setzten sich Erdmann/Windscheif im Gegensatz zu den Österreichern Streitfellner/Traxler durch. In der ersten Hauptrunde gewannen alle deutschen Teams bis auf die Qualifikanten. Während sich jedoch Dollinger/Kaczmarek und Huth/Urbatzka nach zwei anschließenden Niederlagen aus dem Turnier verabschiedeten und wie die Österreicher Hupfer/Schroffenegger Siebzehnte wurden, gewannen Jonathan Erdmann und Stefan Windscheif ebenso wie die zunächst unterlegenen Schweizer Gabathuler/Wenger ihre folgenden drei Begegnungen und wurden gemeinsam Neunte. Noch besser machten es Julius Brink und Jonas Reckermann, die nach ihrer Halbfinalniederlage gegen Harley/Alison die Esten Rivo Vesik und Kristjan Kais besiegen konnten und sich so die Bronzemedaille sicherten. Die Goldmedaille erhielten die Bezwinger der Deutschen nach ihrem Sieg über ihre brasilianischen Landsleute Pedro und Cunha.

### Foro Italico Open in Rom (12. bis 17. Mai)
| Platz | Team                                 |
| ----- | ------------------------------------ |
| 1     | Julius Brink / Jonas Reckermann      |
| 2     | Pedro Solberg / Pedro Cunha          |
| 3     | Harley Marques / Alison Cerutti      |
| 4     | Ricardo Santos / Emanuel Rego        |
| 5     | Renato Gomes / Jorge Terceiro        |
| 5     | Matteo Varnier / Paolo Nicolai       |
| 7     | Jonathan Erdmann / Stefan Windscheif |
| 7     | David Klemperer / Eric Koreng        |

In der ersten deutschen Country Quota des Jahres besiegten Erdmann/Windscheif sowohl Böckermann/Lüdike als auch Dollinger/Kaczmarek und qualifizierten sich anschließend für den Hauptwettbewerb. Dies gelang weder den Österreichern Streitfellner/Traxler noch ihren Landsleuten Steinöker/Berger. In der ersten Hauptrunde waren alle verbliebenen deutschsprachigen Teams siegreich. Chr. Dieckmann/Matysik und Gabathuler/Wenger verloren anschließend je zwei Mal und wurden Siebzehnte. Den dreizehnten Platz belegten Gosch/Horst, während Heyer/Heuscher das Turnier auf dem neunten Rang beendeten. Siebte wurden Erdmann/Windscheif sowie Klemperer/Koreng. Brink/Reckermann konnten nach ihrem Halbfinalsieg über Ricardo/Emanuel auch das Finale gegen Cunha/Pedro siegreich gestalten und erkämpften sich so ihre erste gemeinsame Goldmedaille. Das kleine Finale gewannen Harley und Alison.

### Mysłowice Open (26. bis 31. Mai)
| Platz | Team                                 |
| ----- | ------------------------------------ |
| 1     | Harley Marques / Alison Cerutti      |
| 2     | Matthew Fuerbringer / Casey Jennings |
| 3     | Jacob Gibb / Sean Rosenthal          |
| 4     | Julius Brink / Jonas Reckermann      |
| 5     | David Klemperer / Eric Koreng        |
| 5     | Pedro Solberg / Pedro Cunha          |
| 7     | Rivo Vesik / Kristjan Kais           |
| 7     | Pablo Herrera / Adrián Gavira        |

Während Weingart/Prawdzic in der zweiten und Dollinger/Kaczmarek in der dritten Qualifikationsrunde ausschieden, konnten sich Erdmann/Windscheif und M. Laciga/Bellaguarda für den Hauptwettbewerb qualifizieren. Die Schweizer verloren dort jedoch ebenso wie ihre Landsleute Gabathuler/Wenger und die Österreicher Gartmayer/Nausch ihre ersten beiden Spiele, während das dritte eidgenössische Team Heyer/Heuscher sich gemeinsam mit den Deutschen in der nächsten Runde verabschiedete. Dreizehnte wurden die Österreicher Gosch/Horst. Klemperer/Koreng erreichten den fünften Rang, während sich Brink/Reckermann ins Halbfinale vorkämpften. Dies verloren sie ebenso gegen Harley/Alison wie das anschließende Spiel um den dritten Platz gegen Gibb/Rosenthal. Deren Bezwinger Fuerbringer/Jennings mussten sich mit Silber begnügen, während die Brasilianer sich ihre zweite gemeinsame Goldmedaille sichern konnten.

### Weltmeisterschaft in Stavanger (26. Juni bis 5. Juli)
siehe auch Hauptartikel Beachvolleyball-Weltmeisterschaft 2009
| Platz | Team                                 |
| ----- | ------------------------------------ |
| 1     | Julius Brink / Jonas Reckermann      |
| 2     | Harley Marques / Alison Cerutti      |
| 3     | Todd Rogers / Phil Dalhausser        |
| 4     | David Klemperer / Eric Koreng        |
| 5     | Pablo Herrera / Adrián Gavira        |
| 5     | Ricardo Santos / Emanuel Rego        |
| 5     | Fábio Luiz Magalhães / Márcio Araújo |
| 5     | Matthew Fuerbringer / Casey Jennings |

#### Vorrunde im Pool System
Ungeschlagen kamen Brink/Reckermann, Klemperer/Koreng, Dollinger/Urbatzka und die Schweizer Heyer/Heuscher in die Runde der 32 besten Teams. Ebenfalls die Hauptrunde erreichten die Österreicher Gosch/Horst mit zwei Erfolgen. Sie bezwangen u. a. Erdmann/Matysik. Denen reichte ein Spielgewinn nicht fürs Weiterkommen im Gegensatz zu Doppler/Mellitzer aus der Alpenrepublik. Sieglos verabschiedeten sich deren Landsmänner Huber/Gartmayer sowie die Eidgenossen Gabathuler/Wenger und Schnider/Sutter aus dem Wettbewerb.

#### Hauptrunde
Die Schweizer Heyer/Heuscher, die Österreicher Gosch/Horst sowie die Deutschen Brink/Reckermann und Klemperer/Koreng konnten ihrer ersten Spiele gewinnen. Das Achtelfinale war jedoch Endstation für die Teams aus den Alpenrepubliken, während die Deutschen nach zwei weiteren Siegen im Halbfinale standen. Klemperer/Koreng unterlagen den Brasilianern Harley/Alison, Brink/Reckermann besiegten die amtierenden Weltmeister, bezwangen im Endspiel auch die Südamerikaner und erkämpften so die erste Goldmedaille bei einer Beachvolleyball-Weltmeisterschaft eines Teams, dass nicht aus dem amerikanischen Raum stammt. Den dritten Platz sicherten sich Rogers/Dalhausser.

### Grand Slam in Gstaad7. bis 12. Juli
| Platz | Team                                  |
| ----- | ------------------------------------- |
| 1     | Julius Brink / Jonas Reckermann       |
| 2     | Ricardo Santos / Emanuel Rego         |
| 3     | Pablo Herrera / Adrián Gavira         |
| 4     | Reinder Nummerdor / Richard Schuil    |
| 5     | Martin Laciga / Jefferson Bellaguarda |
| 5     | Todd Rogers / Phil Dalhausser         |
| 5     | Sascha Heyer / Patrick Heuscher       |
| 5     | Igor Kolodinski / Dmitri Barsuk       |

In der deutschen Vorausscheidung besiegten Uhmann/Windscheif sowohl Dollinger/Kaczmarek als auch Huth/Urbatzka, scheiterten jedoch ebenso wie die Österreicher Huber/Gartmayer und Hupfer/Schroffenegger in der Qualifikation. Doppler/Mellitzer und Gabathuler/Schnider schieden sieglos nach der Poolrunde aus. Erdmann/Matysik verloren in der ersten Hauptrunde, während Klemperer/Koreng, Gosch/Horst und M. Laciga/Bellaguarda ebenso das Achtelfinale erreichten wie die direkt qualifizierten Brink/Reckermann und Heyer/Heuscher. Die besiegten Klemperer/Koreng, die gemeinsam mit den verbliebenen Österreichern den neunten Rang belegten. Beide Schweizer Teams überstanden das Viertelfinale nicht, während sich Brink/Reckermann durch Siege über Nummerdor/Schuil im Halbfinale und Ricardo/Emanuel im Endspiel die nächste Goldmedaille nach der Weltmeisterschaft sicherten. Das kleine Finale gewannen die Spanier Herrera/Gavira.

### Grand Slam in Moskau (14. bis 19. Juli)
| Platz | Team                                  |
| ----- | ------------------------------------- |
| 1     | Julius Brink / Jonas Reckermann       |
| 2     | Ricardo Santos / Emanuel Rego         |
| 3     | Martin Laciga / Jefferson Bellaguarda |
| 4     | David Klemperer / Eric Koreng         |
| 5     | Harley Marques / Alison Cerutti       |
| 5     | Benjamin Insfran / Pedro Solberg      |
| 5     | Andy Cès / Kevin Cès                  |
| 5     | Christian Redmann / Richard VanHuizen |

Hupfer/Schroffenegger, Doppler/Mellitzer und Dollinger/Kaczmarek scheiterten in der Qualifikation, während M. Laciga/Bellaguarda nach erfolgreicher Vorausscheidung bis ins Halbfinale des Hauptwettbewerbs vordrangen. Dies gelang ebenso zwei deutschen Duos. Während Uhmann/Windscheif und Gabathuler/Schnider drei Mal in der Poolrunde verloren, schieden Gosch/Horst in der ersten und Heyer/Heuscher in der zweiten Hauptrunde aus. In der Vorschlussrunde besiegten Ricardo/Emanuel Klemperer/Koreng, während die deutschen Weltmeister die Schweizer ausschalteten und nach dem Finalerfolg über die Brasilianer ihre dritte Goldmedaille in Serie in Empfang nahmen. Das deutsch-schweizerische Duell um die Bronzemedaille entschieden die Eidgenossen für sich.

### World Series 13 Grand Chelem Marseille (21. bis 26. Juli)
| Platz | Team                               |
| ----- | ---------------------------------- |
| 1     | Todd Rogers / Phil Dalhausser      |
| 2     | Pablo Herrera / Adrián Gavira      |
| 3     | Julius Brink / Jonas Reckermann    |
| 4     | Reinder Nummerdor / Richard Schuil |
| 5     | Harley Marques / Alison Cerutti    |
| 5     | Bruno Schmidt / João Maciel        |
| 5     | David Klemperer / Eric Koreng      |
| 5     | Renato Gomes / Jorge Terceiro      |

Nach ihrem Sieg über Erdmann/Matysik in der Country Quota erhielten Böckermann/Urbatzka ein Freilos in der Qualifikation, um dann in der ersten Hauptrunde wie die österreichischen Qualifikanten Hupfer/Schroffenegger und deren Landsleute Huber/Seidl auszuscheiden. Eine Runde weiter kamen Uhmann/Windscheif, während die Schweizer M. Laciga/Bellaguarda und Heyer/Heuscher das Achtelfinale erreichten. In Runde vier kam das Aus für Klemperer/Koreng. Julius Brink und Jonas Reckermann verloren anschließend ihr Halbfinale gegen Rogers/Dalhausser, während die Niederländer Nummerdor/Schuil an Herrera/Gavira scheiterten. Die Deutschen sicherten sich die Bronzemedaille, während die US-Amerikaner die Spanier im Finale besiegten.

### Grand Slam in Klagenfurt (28. Juli bis 2. August)
| Platz | Team                                 |
| ----- | ------------------------------------ |
| 1     | Todd Rogers / Phil Dalhausser        |
| 2     | Harley Marques / Alison Cerutti      |
| 3     | Reinder Nummerdor / Richard Schuil   |
| 4     | Igor Kolodinski / Dmitri Barsuk      |
| 5     | Sascha Heyer / Patrick Heuscher      |
| 5     | Fábio Luiz Magalhães / Márcio Araújo |
| 5     | Pablo Herrera / Adrián Gavira        |
| 5     | Benjamin Insfran / Pedro Solberg     |

In der deutschen Country Quota besiegten Dollinger/Kaczmarek zunächst Erdmann/Matysik und anschließend Huth/Urbatzka. In der Qualifikation kam für die Deutschen ebenfalls das Aus wie für drei österreichische Paare. Besser machten es die Schweizer Gabathuler/Schnider, die jedoch trotz eines Sieges die Poolrunde nicht überstanden. Die Österreicher Hupfer/Schroffenegger und Doppler/Mellitzer beendeten die Gruppenphase sieglos. Je ein Sieg reichte M. Laciga/Bellaguarda und Uhmann/Windscheif für das Erreichen der ersten Hauptrunde, die jedoch gleichzeitig die Endstation für das Schweizer und das deutsche Team bedeutete. Klemperer/Koreng und Gosch/Horst gewannen ihre Spiele, schieden jedoch wie die durch den Poolsieg direkt qualifizierten Brink/Reckermann im Achtelfinale aus. Im Viertelfinale verloren die letzten verbliebenen Schweizer Heyer/Heuscher gegen die Russen Kolodinsky/Barsouk, die wiederum im Halbfinale gegen Rogers/Dalhausser und im Spiel um den dritten Platz gegen Nummerdor/Schuil unterlagen. Das Finale gewannen die US-Amerikaner gegen die Brasilianer Harley/Alison.

### Mazuri Open in Stare Jabłonki (4. bis 9. August)
| Platz | Team                              |
| ----- | --------------------------------- |
| 1     | Benjamin Insfran / Pedro Solberg  |
| 2     | Julius Brink / Jonas Reckermann   |
| 3     | Pablo Herrera / Adrián Gavira     |
| 4     | Harley Marques / Alison Cerutti   |
| 5     | Rivo Vesik / Kristjan Kais        |
| 5     | Bruno Schmidt / João Maciel       |
| 7     | Grzegorz Fijałek / Mariusz Prudel |
| 7     | Florian Gosch / Alexander Horst   |

Stefan Windscheif und Marcus Popp setzten sich gegen Dollinger/Kaczmarek sowie Huth/Urbatzka durch und erreichten anschließend ebenso wie die Österreicher Hupfer/Schroffenegger durch je zwei Siege in der Qualifikation das Hauptfeld. Dies gelang weder den Schweizern Gabathuler/Schnider noch ihren Landsmännern Weingart/Prawdzic. Erdmann/Matysik verloren ihre beiden ersten Spiele im Hauptwettbewerb, während Windscheif/Popp einen Sieg mehr erreichten. Klemperer/Koreng belegten im Abschlussklassement den dreizehnten Platz. M. Laciga/Bellaguarda als bestes Schweizer Team und die Österreicher Hupfer/Schroffenegger wurden gemeinsam Neunte. Gosch/Horst belegten den siebten Platz, während Brink/Reckermann nach ihrem Halbfinalsieg über Harley/Alison im Endspiel gegen deren brasilianische Landsleute Benjamin/Pedro verloren, die zuvor Herrera/Gaviera besiegt hatten. Die Spanier gewannen das Spiel um den dritten Platz.

### Otera Open in Kristiansand (11. bis 16. August 2010)
| Platz | Team                                    |
| ----- | --------------------------------------- |
| 1     | Igor Kolodinski / Dmitri Barsuk         |
| 2     | Aleksandrs Samoilovs / Ruslans Sorokins |
| 3     | Harley Marques / Alison Cerutti         |
| 4     | Andy Cès / Kevin Cès                    |
| 5     | Benjamin Insfran / Pedro Solberg        |
| 5     | Miguel Maia / Pedro Rosas               |
| 7     | Sascha Heyer / Patrick Heuscher         |
| 7     | Tarjei Skarlund / Martin Spinnangr      |

Die Schweizer Suttler/Gscheidle und Weingart/Prawdzic scheiterten in der Qualifikation, die ihre Landsmänner Gabathuler/Schnider, Doppler/Mellitzer und Hupfer/Schroffenegger aus Österreich sowie die beiden deutschen Duos Dollinger/Kaczmarek und Huth/Urbatzka überstanden. Letztgenannte wurden ohne Sieg im Hauptfeld 25. ebenso wie Hupfer/Schroffenegger. Ein Spielgewinn reichte Gosch/Horst zum 17. Platz. Doppler/Mellitzer, Dollinger/Kaczmarek und Erdmann/Matysik schieden in der folgenden Runde aus und wurden gemeinsam Dreizehnte. Heyer/Heuscher, die nach dem Sieg über Erdmann/Matysik auch noch ihre Landsleute Gabathuler/Schnider bezwungen hatten, beendeten das Turnier auf dem siebten Rang. Das Finale erreichten Barsouk und Kolodinsky durch einen Sieg über Andy Cès/Kevin Cès und Aleksandrs Samoilovs/Ruslans Sorokins, die Harley/Alison in der Vorschlussrunde besiegten. Das Finale gewannen die Russen, den dritten Platz sicherten sich die Südamerikaner.

### Åland Open (18. bis 23. August)
| Platz | Team                                  |
| ----- | ------------------------------------- |
| 1     | Reinder Nummerdor / Richard Schuil    |
| 2     | Julius Brink / Jonas Reckermann       |
| 3     | David Klemperer / Eric Koreng         |
| 4     | Ricardo Santos / Emanuel Rego         |
| 5     | Pablo Herrera / Adrián Gavira         |
| 5     | Harley Marques / Alison Cerutti       |
| 7     | Martin Laciga / Jefferson Bellaguarda |
| 7     | Rivo Vesik / Kristjan Kais            |

Dollinger/Kaczmarek bezwangen zwar zunächst Huth/Urbatzka in der deutschen Vorausscheidung, verpassten jedoch ebenso die Qualifikation für das Hauptfeld wie die Schweizer Sutter/Gscheidle und Gabathuler/Schnider sowie die Österreicher Doppler/Mellitzer. Gosch/Horst, die als einziges Team aus der Alpenrepublik im Hauptwettbewerb starteten, unterlagen in der dritten Loserrunde dem einzigen eidgenössischen Team M. Laciga/Bellaguarda, das nach einem weiteren Sieg den siebten Platz belegte. Nicht so weit kamen Erdmann/Matysik, nach einem Sieg und zwei Niederlagen war das Turnier für sie beendet. Die beiden übrigen deutschen Teams trafen in der dritten Hauptrunde aufeinander mit dem schlechteren Ende für die amtierenden Weltmeister. Brink/Reckermann kämpften sich jedoch trotz dieser Niederlage ins Halbfinale vor und bezwangen dort Ricardo und Pedro. Auch Klemperer/Koreng erreichten die Vorschlussrunde, scheiterten jedoch an Nummerdor/Schuil, die anschließend auch das Finale gewannen. Im Spiel um die Bronzemedaille siegten die Deutschen über die Brasilianer.

### Den Haag Open (25. bis 30. August)
| Platz | Team                                  |
| ----- | ------------------------------------- |
| 1     | Reinder Nummerdor / Richard Schuil    |
| 2     | Pablo Herrera / Adrián Gavira         |
| 3     | Harley Marques / Alison Cerutti       |
| 4     | Rivo Vesik / Kristjan Kais            |
| 5     | Benjamin Insfran / Franco Neto        |
| 5     | Florian Gosch / Alexander Horst       |
| 7     | Martin Laciga / Jefferson Bellaguarda |
| 7     | Petr Beneš / Přemysl Kubala           |

Deutsche Teams waren nicht am Start. Sowohl Gabathuler/Schnider und Weingart/Prawdzic aus der Schweiz als auch Nausch/Moser aus Österreich scheiterten in der Qualifikation. Die beiden verbliebenen Schweizer Teams gewannen ihr erstes und verloren ihr nächstes Spiel. Während Heyer/Heuscher auch die folgende Begegnung nicht siegreich gestalten konnten, erreichten M. Laciga/Bellaguarda mit zwei weiteren Siegen den siebten Platz. Noch eine Runde weiter kamen die besten Österreicher. Gosch/Horst wurden im Abschlussklassement Fünfte, während die beiden anderen Teams aus der Alpenrepublik, Doppler/Mellitzer und Hupfer/Schroffenegger, sieglos blieben. Das Endspiel gewannen wie schon in Finnland Nummerdor/Schuil. Sie bezwangen Herrera/Gavira, die im Halbfinale Harley/Alison ausgeschaltet hatten. Die Brasilianer sicherten sich die Bronzemedaille durch den Sieg über die Esten Vesik/Kais, die zuvor durch die Niederländer bezwungen wurden.

### Sanya Open (26. bis 31. Oktober)
| Platz | Team                                    |
| ----- | --------------------------------------- |
| 1     | Reinder Nummerdor / Richard Schuil      |
| 2     | Wu Penggen / Xu Linyin                  |
| 3     | Pablo Herrera / Adrián Gavira           |
| 4     | Sergei Prokopjew / Juri Bogatow         |
| 5     | Tarjei Skarlund / Martin Spinnangr      |
| 5     | Gao Peng / Li Jian                      |
| 7     | Sebastian Dollinger / Stefan Windscheif |
| 7     | Matteo Ingrosso / Paolo Ingrosso        |

Gabathuler/Schnider und Urbatzka/Kaczmarek konnten sich nach überstandener Qualifikation auch in der ersten Hauptrunde durchsetzen. Die Schweizer belegten nach einem weiteren Sieg und zwei Niederlagen den dreizehnten Rang. Die Deutschen kamen unter die Top Ten und wurden Neunte. Noch besser schnitten Dollinger/Windscheif ab, die den siebten Platz erkämpften. Erfolglos blieben die einzigen Österreicher Hupfer/Schroffenegger. Zum dritten Mal in Folge gewannen Nummerdor/Schuil das Endspiel, diesmal gegen Wu/Xu. Die Chinesen hatten in ihrem Halbfinale Prokopjew/Bogatov bezwungen, die Niederländer besiegten im anderen Semifinale Herrera/Gavira, die sich anschließend die Bronzemedaille sichern konnten.

## Auszeichnungen des Jahres 2009
| FIVB Tour Champion    | Julius Brink / Jonas Reckermann |
| Team of the year      | Julius Brink / Jonas Reckermann |
| Most Outstanding      | Harley Marques, Richard Schuil  |
| Sportsperson          | Rivo Vesik                      |
| Top Rookie            | Ruslans Sorokins                |
| Most Inspirational    | Harley Marques                  |
| Most Improved Player  | Alison Cerutti                  |
| Best Blocker          | Jonas Reckermann                |
| Best Hitter           | Phil Dalhausser                 |
| Best Offensive Player | Phil Dalhausser                 |
| Best Server           | Igor Kolodinski                 |
| Best Setter           | Phil Dalhausser                 |
| Best Defensive Player | Reinder Nummerdor               |

Quelle: 